# Музей ныне живущих художников
Музей ныне живущих художников (фр. Musée d'artistes vivants) — парижский художественный музей, существовавший с 1818 по 1886 г. В настоящее время известен как Люксембургский музей.

## История
История Музея ныне живущих художников начинается в начале XIX века, когда появились попытки создать музеи для представления искусства современных художников, которые находились в постоянном поиске новых мест для показа своих работ. Этот бесконечный поиск берет своё начало во Франции в начале XIX в., когда стало очевидным желание современных художников выставлять свои картины подобным же образом, что и мастеров прошлых веков. В это время Франция выходит на арену в качестве главного игрока. Амбиция превратить её столицу, Париж, в культурную столицу Европы развяжет настоящую художественную революцию в этой стране. Франция хочет, чтобы весь мир знал её художников. В связи с этим в Париже создаются академии и салоны для показа работ en train de se faire. Художники начинают участвовать в конкурсах, чтобы их картины могли быть экспонированы в салонах и/ или в музеях, но данные конкурсы вызывают неприятные ощущения у некоторых из них. В Париже в это время царит тяжёлая атмосфера. Суды парижского салона каждый раз показывают себя более консервативными и академическими в своих решениях. Картины авангардистов отвергаются ими или, в лучшем случае, экспонируются в неблагоприятных местах парижского салона или перемещаются в провинциальные музеи Франции. Недовольство художников со временем растёт, и с ним растёт желание найти другие пространства вне зависимости от членов Парижского салона. Таким образом, с конца XIX в. начинают появляться так называемые самостоятельные салоны, которые были созданы по инициативе самых художников против официального салона Академии изящных искусств в Париже.
В течение XVIII в. начинают создаваться самые известные и самые крупные музеи, которые хорошо известны сегодня. Большинство из них было сосредоточено на показе работ признанных великих мастеров искусства, наследия прошлого и не уделяло внимания неизвестным современным художникам. Музеи Франции XVIII и XIX вв. ‒ музеи, которые не имели прямого отношения к современным художникам. Отношения музея с живущими в то время художниками заключались в «обучении», то есть художники шли в музей, чтобы познать навыки мастеров, которые твёрдо вошли в историю искусства. Эта односторонняя пассивная зависимость меняется благодаря желанию художников XIX в. увидеть свои картины рядом с картинами «знаменитых» мастеров прошлого.
После восстановления монархии художники начинают играть важную роль в политической жизни Франции, так как они начинают нести ответственность за свои работы перед вновь восстановленной королевской властью. Так, Людовик XVIII являлся первым, кто создал эксклюзивное пространство для ныне живущих художников. 24 апреля 1818 г. Людовик XVIII открывает знаменитый «музей ныне живущих художников», в собрание которого входили 74 картины французских художников, включая Жак Луи Давид, Анн Луи Жироде, Жозеф Прудона, которые выставлялись в Люксембургском дворце.
Новшество музея ныне живущих художников заключается в том, что этот музей стал первым «стабильным» пространством для современных художников. Под словом «стабильным» понимается не наличие постоянной экспозиции, но специфическая концепция музея, заключающаяся в постоянном изменении своей коллекции. Музей ныне живущих художников напрямую был связан с Лувром, имел общий инвентарь. Картины поступали в музей из знаменитых салонов, которые выставляли картины авангардистов каждые два года. Лучшие работы покупались для музея, а остальные после выставки возвращались в мастерские художников или в малоизвестные художественные магазины. Работы хранились в этом музее до 10 лет после смерти художника, а затем передавались и выставлялись в музее Лувре. Именно по этой причине Музей ныне живущих художников стал также известным как переходный музей. Через некоторое время хранители Лувра, почувствовав перенасыщение работами, остановили эту передачу работ, и тогда последние стали направляться в провинциальные музеи, что нередко вызывало возмущение среди художников.
Ситуация ещё больше ухудшилась после создания в 1848 г. Дирекции национальных музеев. С этого момента музей потерял свою независимость и стал подконтрольным Дирекции. В связи с этим меняются и направления деятельности музея. Среди самых важных перемен можно отметить изменение политики приобретения и использования произведений искусства. С этого же года приобретение картин осуществляет исключительно Дирекция изящных искусств Парижа. Из-за этого многие художники были вынуждены изменять свою собственную технику и вкусы для того, чтобы иметь больше шансов быть выставленными в Лувре. Постепенно это приводит к тому, что главной целью художников становится работа в угоду членам Дирекции.
Теперь в Музее ныне живущих приобретённые картины хранились не 10 лет после смерти художника, как это было при управлении короля, а 50 лет. Через некоторое время Дирекция изящных искусств решает, что картины должны экспонироваться в течение 100 лет с момента рождения художника. После этого периода будущее картин зависло от воли Дирекции. Они могли быть отправлены в разные места. Так, самые лучшие картины отправлялись в музей Лувр, другие — в провинциальные музеи, а произведения, обладающие наименьшей художественной ценностью, служили для украшения дворцов.
В 1863 г. был создан «Салон отверженных», появление которого ознаменовало конец единовластия Парижского салона. Салон отверженных появился с разрешения Наполеона III, который сам посетил выставку Парижского салона, отвергшего более 3000 картин известных художников. 24 апреля этого же года в одном из самых известных журналов Парижа «Le Moniteur» появляется императорский указ, разрешающий выставку отвергнутых работ. В то же время, помимо разрыва с Парижским салоном в 1863 г. многие критики искусства были недовольны деятельностью музея. Переходный музей был подвержен критике из-за того, что он, считаясь музеем для живущих художников, не имел среди своих картин работ современников, таких, как Э. Дега, К. Монет или К. Писарро. Как следствие бесчисленной критики музей был переименован в Люксембургский музей и стал терять интерес со стороны государства. Этот музей продолжает работать до 1938 г. — до появления Национального Музея Современного искусства в токийском дворце.
Франция становится источником культурного и художественного опыта в области музеев. В конце XIX в. и в течение XX в. музеи современного искусства распространились по всей Европе, принимая сначала в качестве примера опыта Париж, а затем опыта США. Таким образом появляются первые дебаты об особенностях в деятельности музеев.